# Triumfetta novogaliciana
Triumfetta novogaliciana är en malvaväxtart som beskrevs av Paul Arnold Fryxell. Triumfetta novogaliciana ingår i släktet triumfettor, och familjen malvaväxter. Inga underarter finns listade i Catalogue of Life.